# 东风街道 (广州市)
东风街道，是中华人民共和国广东省广州市越秀区一个已撤销的街道办事处。
2012年时，下辖11个社区：流花湖社区、四方塘社区、德坭新村社区、盘松苑社区、彭家巷社区、第一津社区、凉亭坊社区、司马坊社区、迎寿里社区、嘉和苑社区、驷马涌社区。2013年2月8日，广州市人民政府批复同意撤销东风街道，将其所辖行政区域划归六榕街道。